# Hjerter er trumf
Hjerter er trumf er en dansk dramafilm fra 1976 instrueret af Lars Brydesen, der også har skrevet manuskript med Jannick Storm. Den fortæller om en hjertepatient, der får et nyt hjerte transplanteret ind og som drives af en trang til at finde ud af, hvem der har været hans donor.

## Medvirkende
- Lars Knutzon
- Ann-Mari Max Hansen
- Morten Grunwald
- Klaus Pagh
- Anne-Lise Gabold
- Bent Christensen
- Ulla Gottlieb
- Bodil Kjer
- Ove Sprogøe
- Lotte Tarp
- Gunnar Lemvigh
- Edward Fleming
- Claus Nissen
- Poul Thomsen
- Ingolf David
- Søren Steen
- Michael Lindvad